# Sendangmulyo (Gunem)
Sendangmulyo is een bestuurslaag in het regentschap Rembang van de provincie Midden-Java, Indonesië. Sendangmulyo telt 1185 inwoners (volkstelling 2010).